# ピーター・スティーブンズ (自動車デザイナー)
ピーター・スティーブンズ（Peter Stevens、1943年- ; ピーター・スティーブンスとも表記される）は、イギリスの自動車デザイナーである。
イギリスで最も良く知られた自動車デザイナーの1人。
スティーブンズはセントラル・セント・マーチンズ美術大学とロイヤル・カレッジ・オブ・アートで学んだ。1970年代にフォードでデザイナーとして働き始め、その後オーグル・デザインに移った。ロイヤル・カレッジ・オブ・アートでは自動車デザインを学ぶ学生の指導者として長く働いている。1980年代にロータス・カーズでチーフデザイナーとして5年間勤務し、エスプリの修正を手掛け、ロータス・エラン（M100系）をデザインした。次にジャガー・XJR-15をデザインし、後にはマクラーレンのチーフデザイナーとなった。1992年に発売されたマクラーレン・F1のデザイン責任者を務めた。ランボルギーニのチーフデザイナーとしてしばらく過ごした後、イギリスに戻り、プロドライブ、BMW、ウィリアムズ、トヨタのコンサルタントの仕事を請け負った。自動車デザインのコンサルタンティングと平行して、2014年10月まで、ロイヤル・カレッジ・オブ・アートの自動車デザインの客員教授を務めた。2000年には、MGローバーグループのデザインディレクターに任命された。
2005年からインドのマヒンドラ&マヒンドラのデザインのコンサルタントディレクターとして、スティーブンズはマヒンドラ・GIOの発表とマヒンドラ・XUV500の販売を監督した。
2011年-2012年、スティーブンズはリヴィアンのデザインディレクターを務めた。
これまでにイギリスのプリンス・フィリップ年間最優秀デザイナーに2度推薦された。オートカー誌による2002年年間最優秀カーデザイナーを含め数多くの受賞歴がある。これまでにマクラーレン、ランボルギーニ、BMW、ロータス、MGローバー、プロドライブの公道走行車やレースカーを手掛けた。よく知られているスティーブンズのデザインとしては、マクラーレン・F1、1999年のル・マン24時間レースを制したBMW・V12 LMR、ロータス・エラン、SUBARUのインプレッサP1と世界ラリー選手権を制したインプレッサWRC、ジャガー・XJR-15などがある。

## デザインした車の一覧
- ジャガー・XJR-15
- ロータス・エクセルSE（1986年）
- ロータス・エスプリ（再デザイン）（1988年）
- ロータス・エラン（M100系）（1990年）
- マクラーレン・F1[4]（1992年）
- スバル "555" インプレッサWRCシリーズ
- インプレッサP1（1999年）、プロドライブ・P2（2006年）、プロドライブ・P25（2022年）
- スバル・レガシィ (4代目)およびアウトバック（3代目）[5]（2003年）
- MG・ZR（英語版）、ZS（英語版）、ZT（英語版）、TF
- MG・XPower SV（英語版）
- 2004年式ローバー・75、ローバー・45（フランス語版）、ローバー・25
- ローバー・TCV
- ローバー・ストリートワイズ（英語版）
- ローバー・75ツアラー

### 画像集

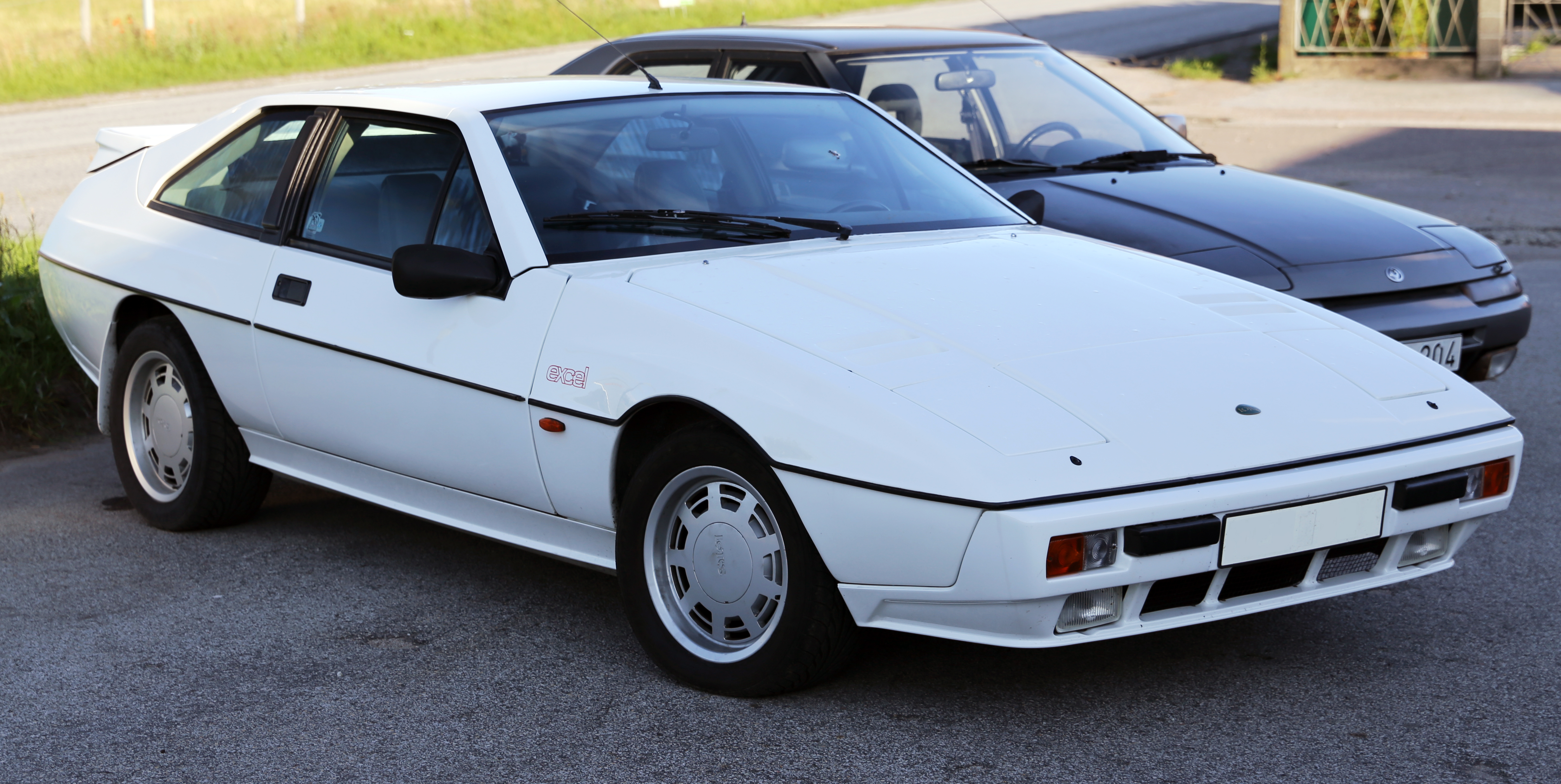
1986年式ロータス・エクセルSE
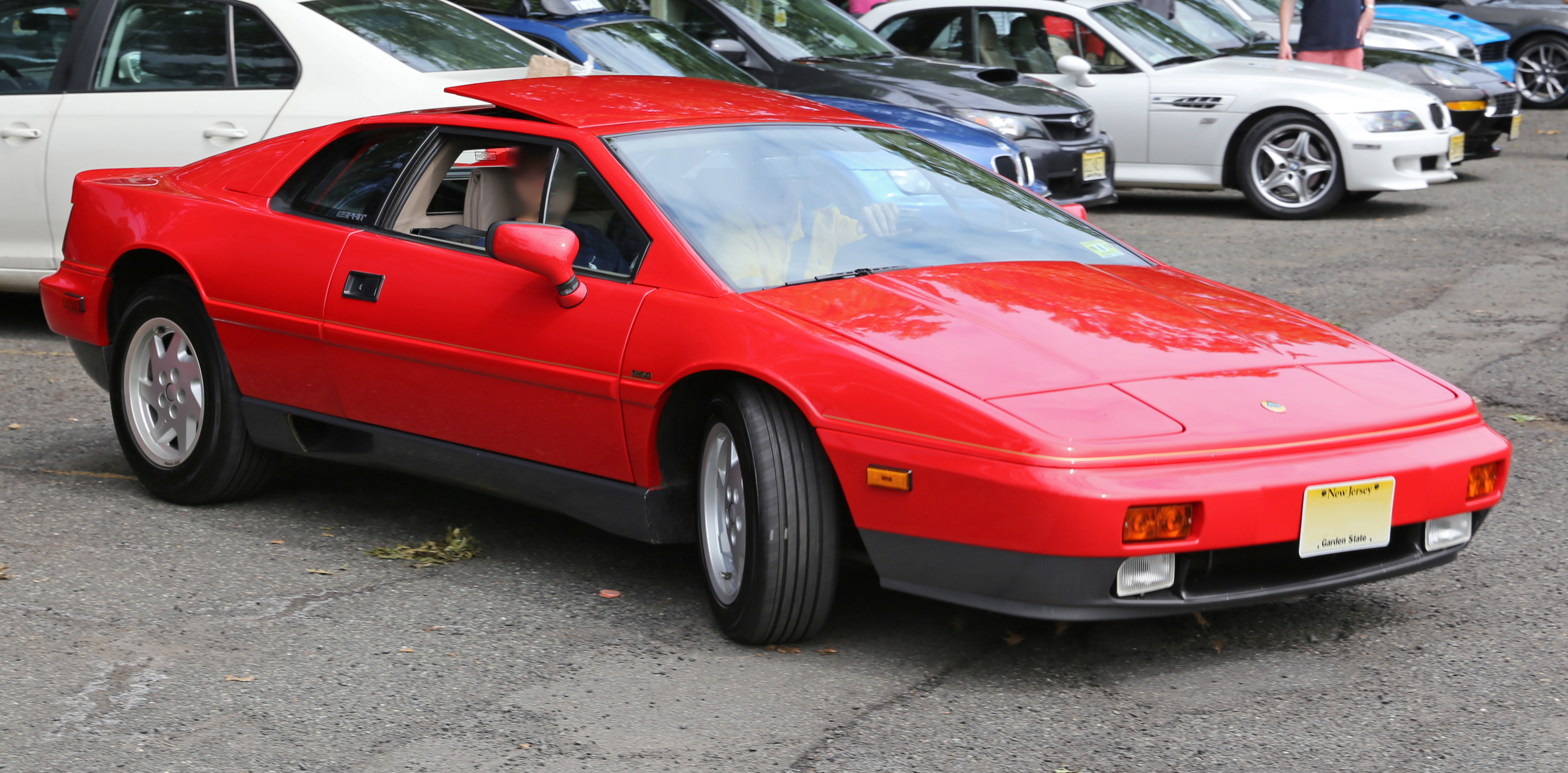
1988年式ロータス・エスプリ
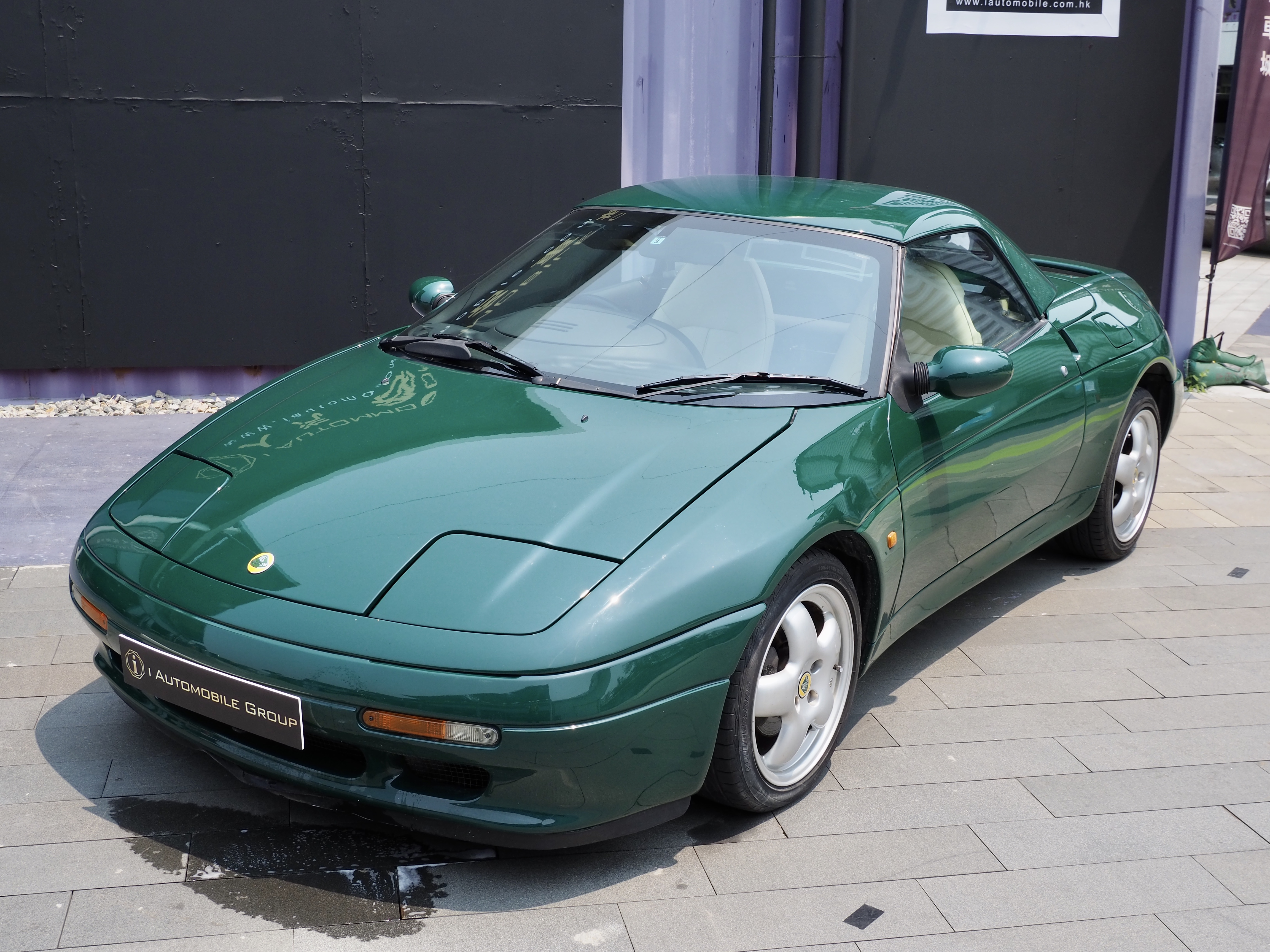
1990年式ロータス・エランM100
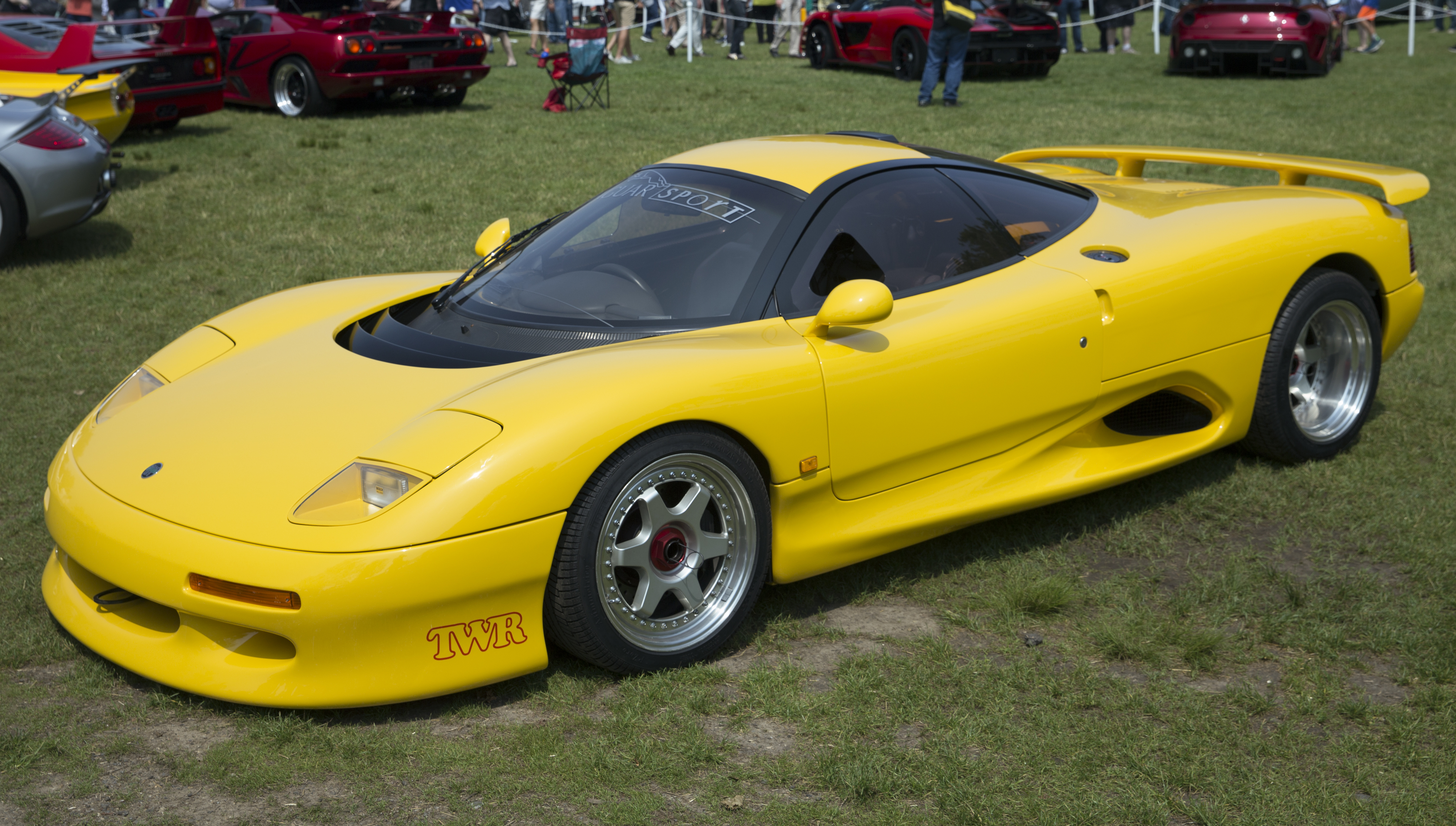
ジャガー・XJR-15（1990年）
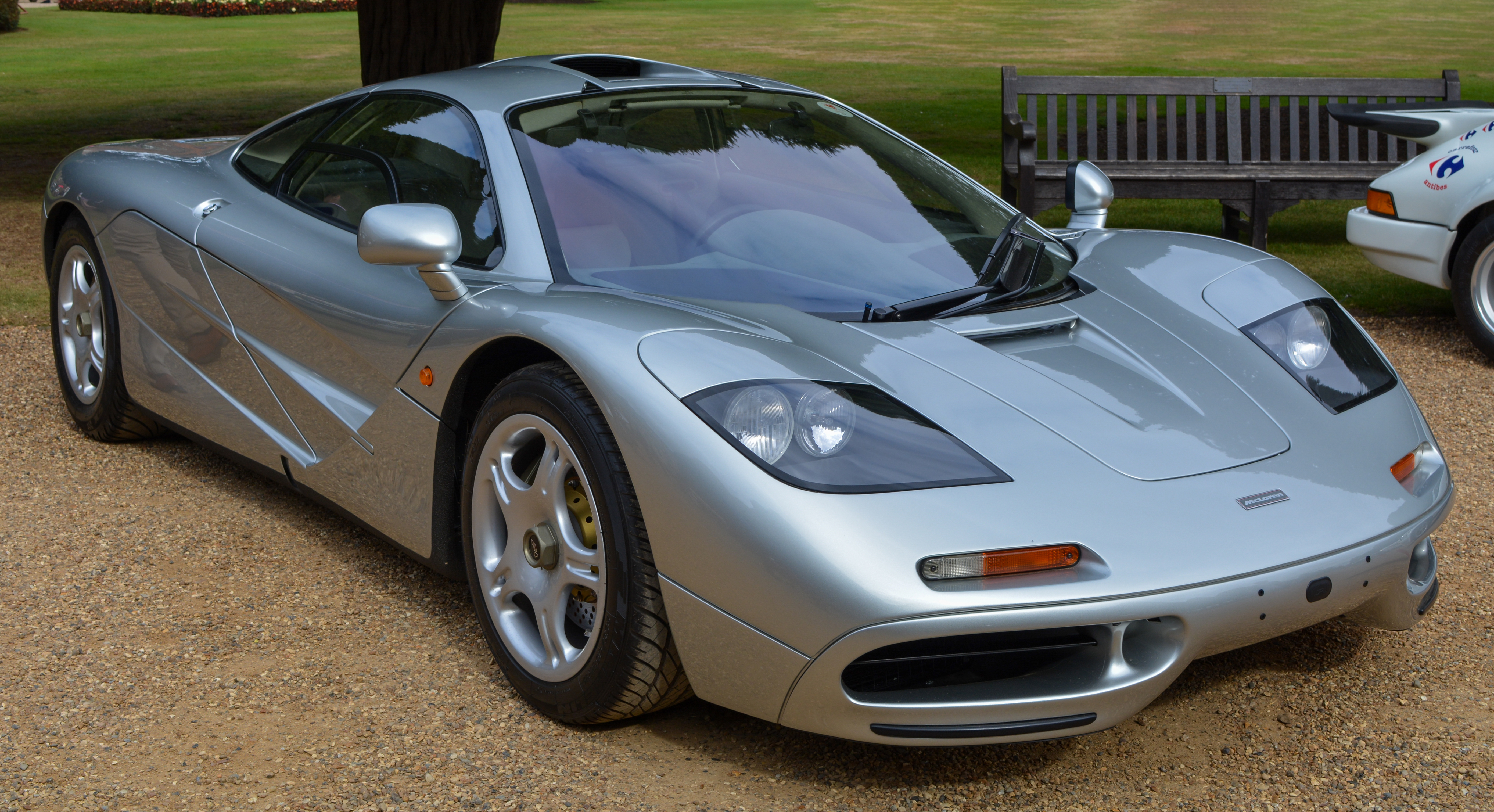
マクラーレン・F1（1992年）
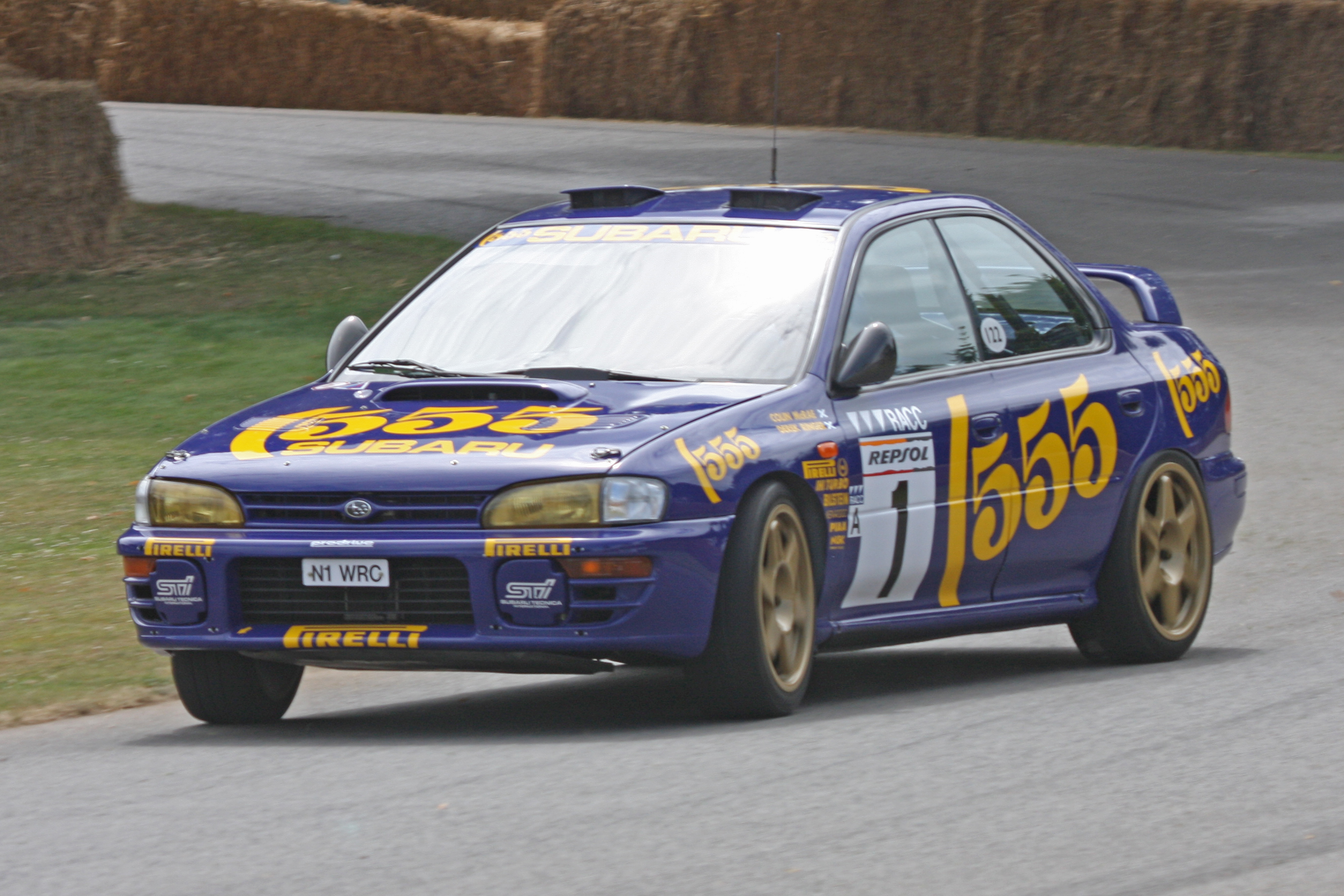
スバル・インプレッサWRC（1996年）
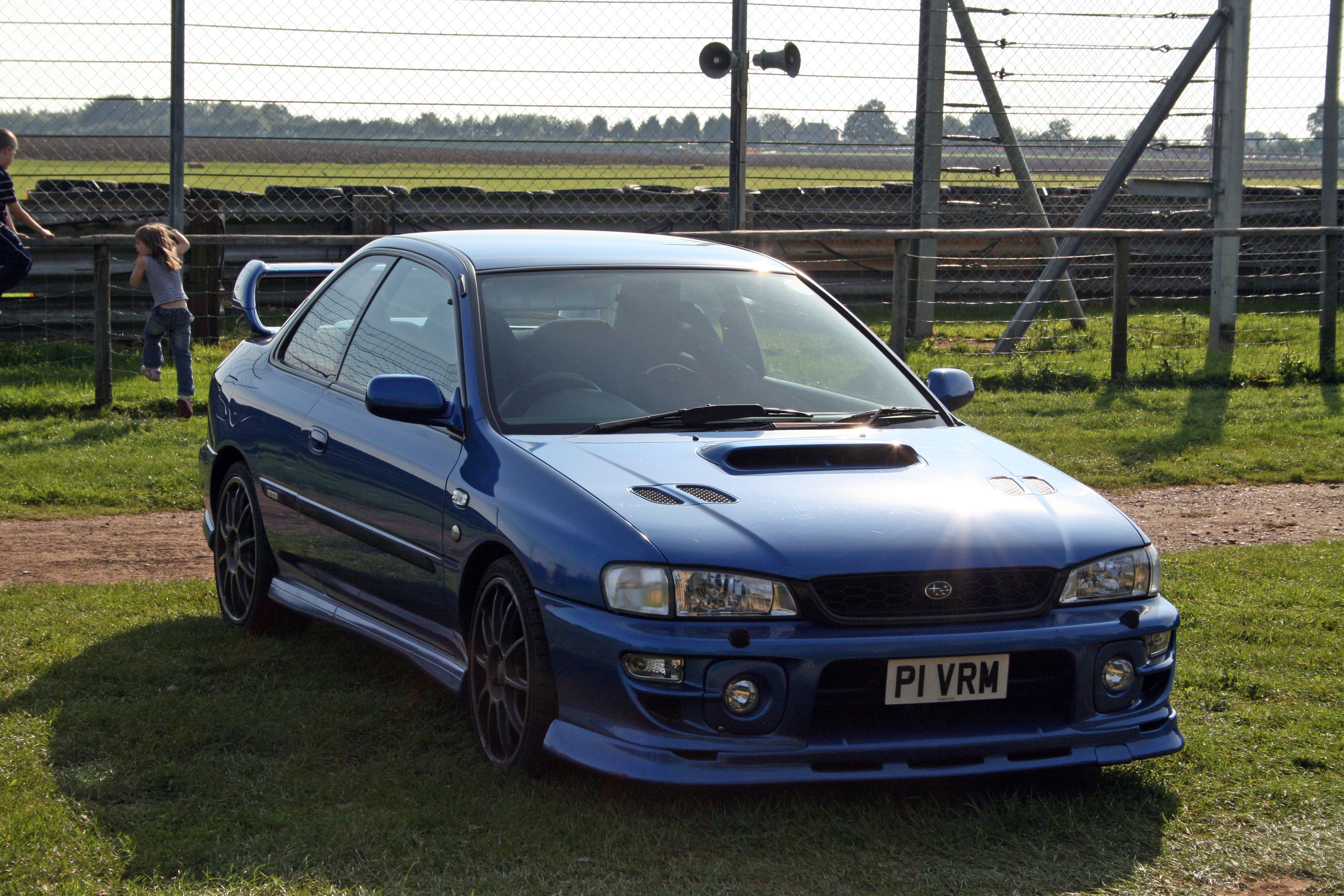
スバル・インプレッサP1（1999年）
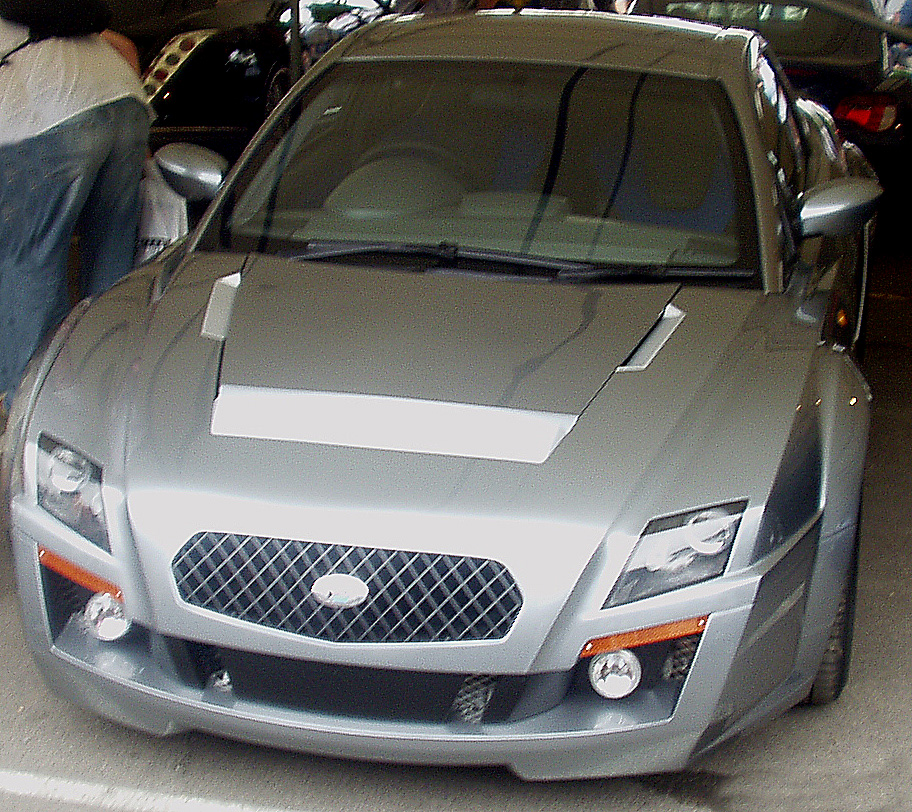
プロドライブ・P2（2006年）
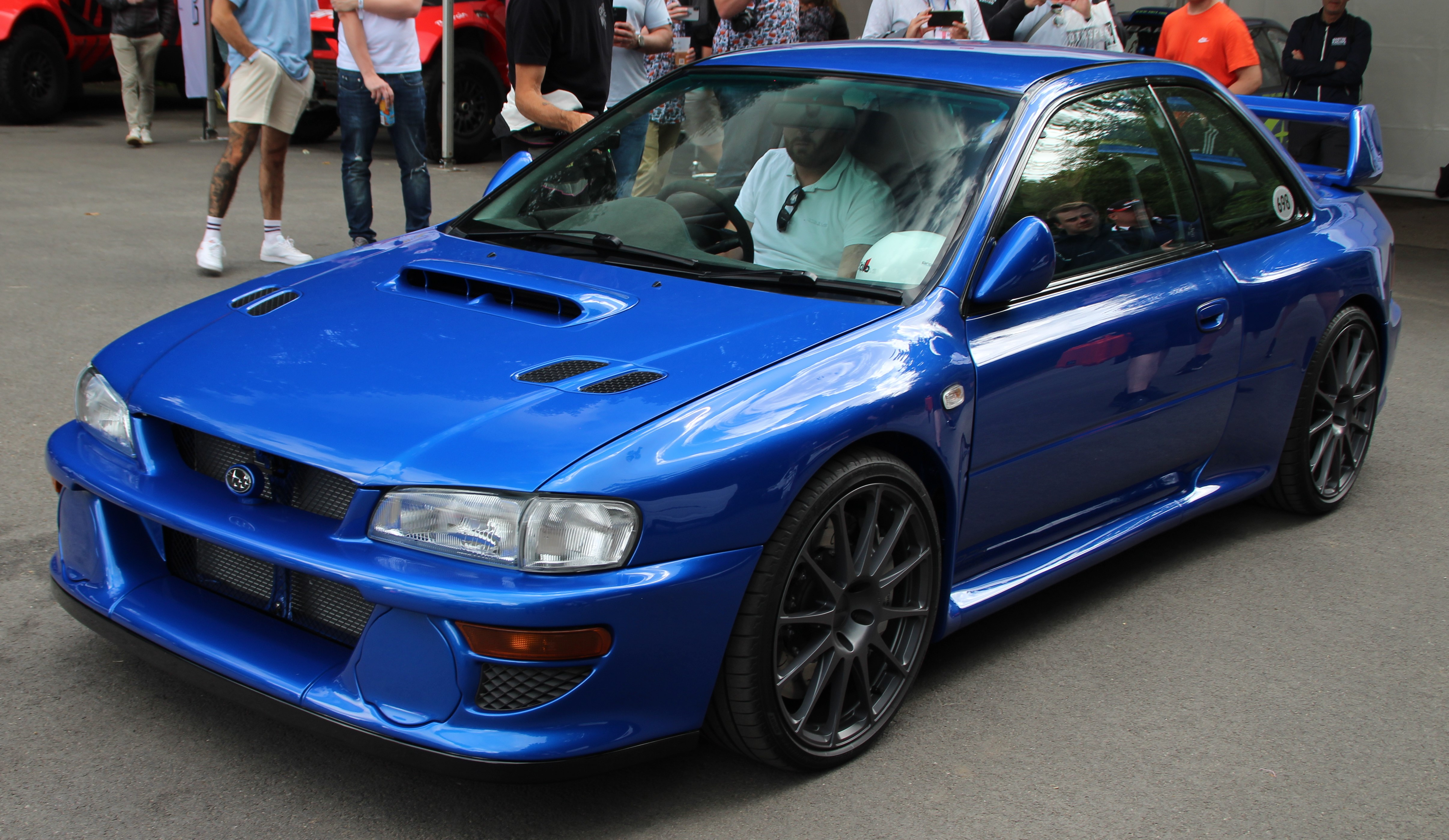
プロドライブ・P25（2022年）
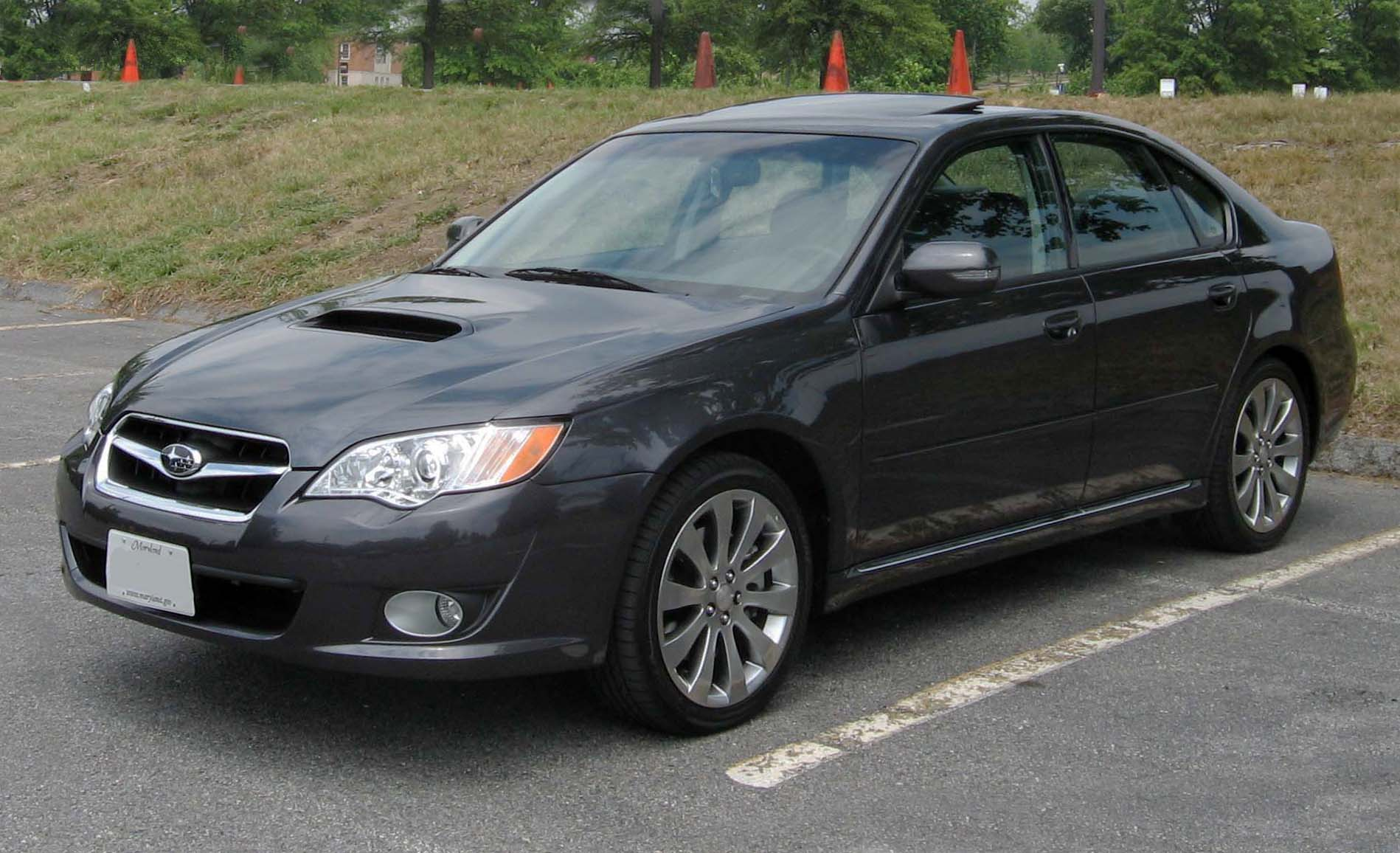
4代目スバル・レガシィ（2008年）
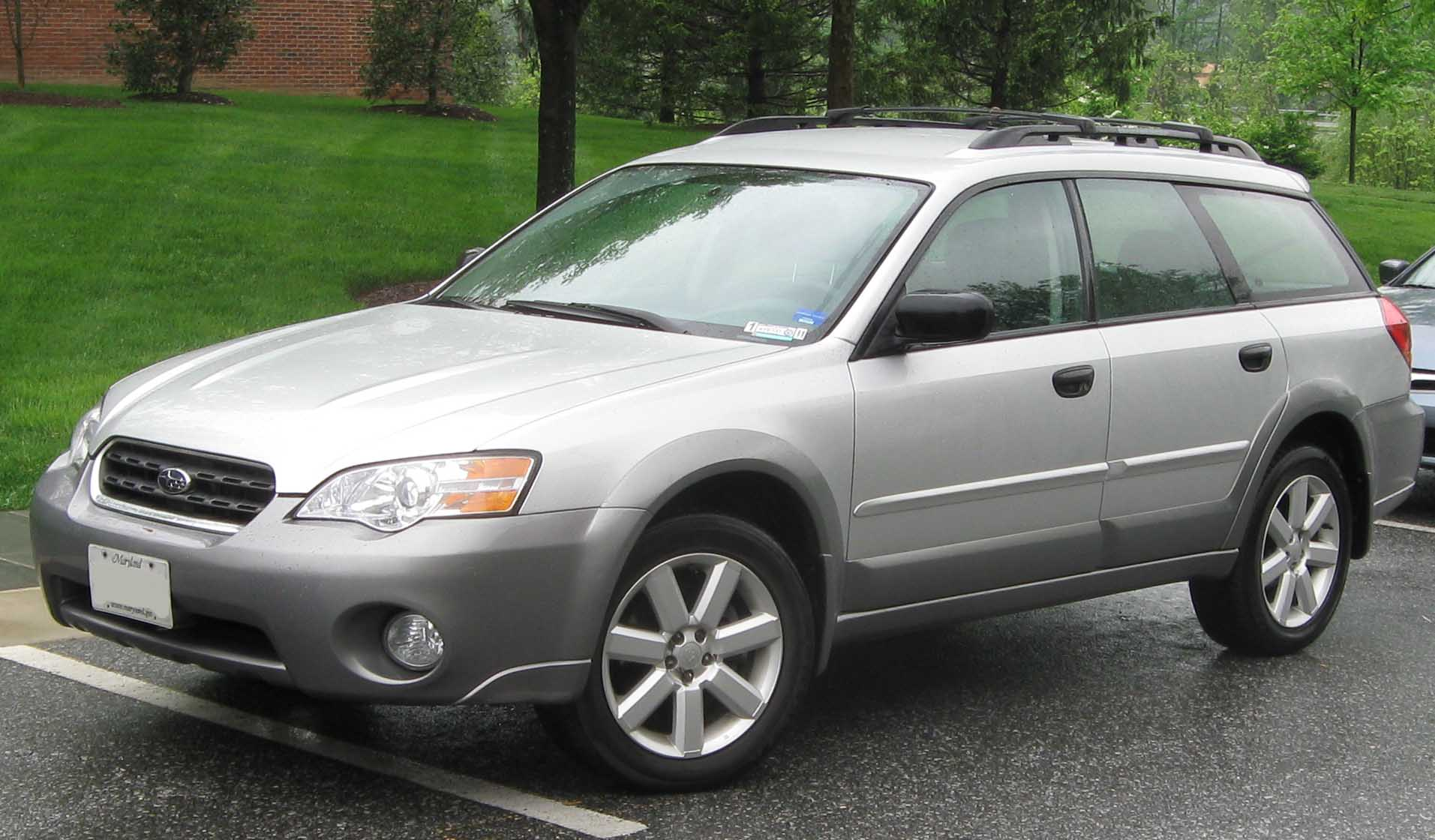
3代目スバル・アウトバック（2005年）
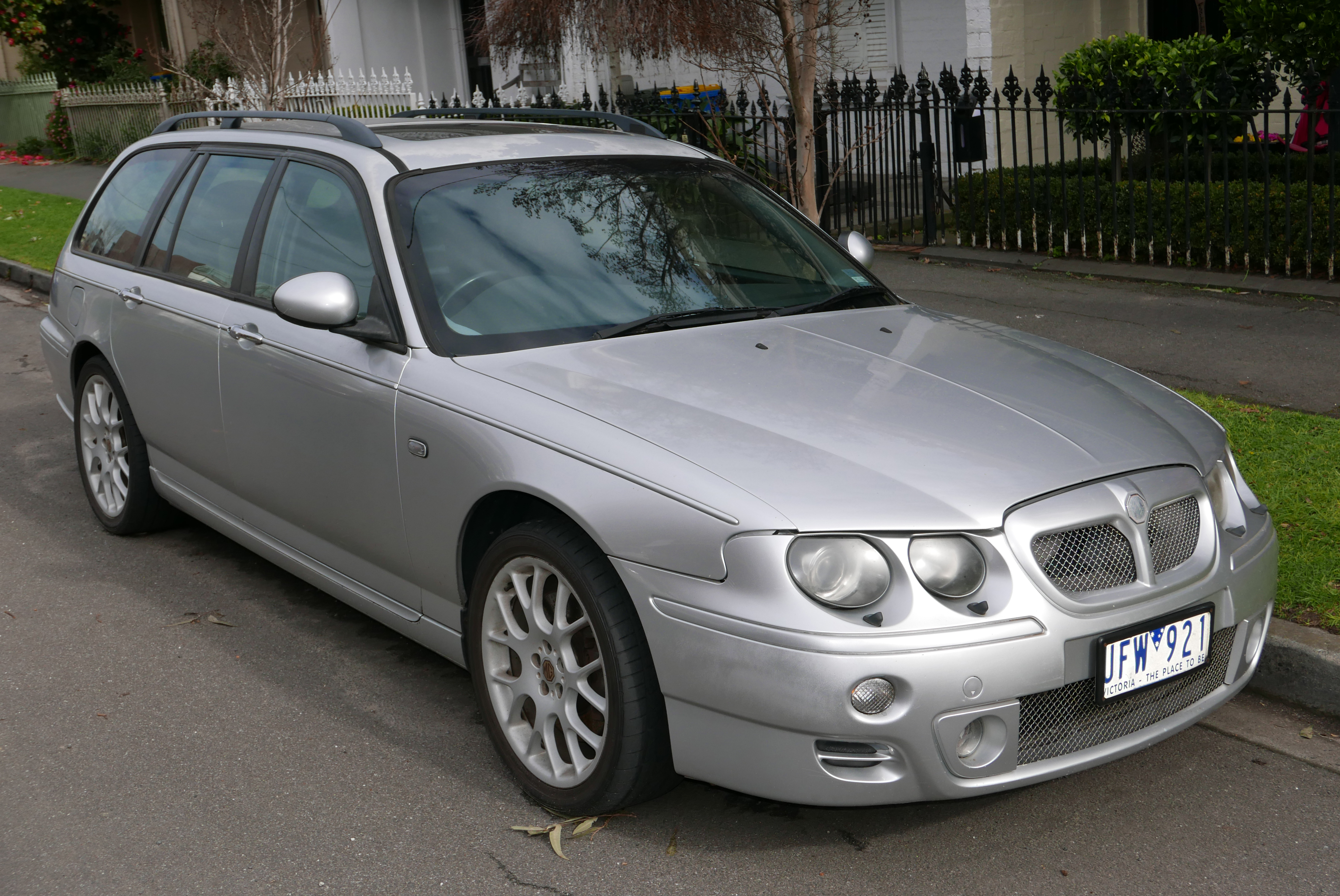
2003年式MG・ZT
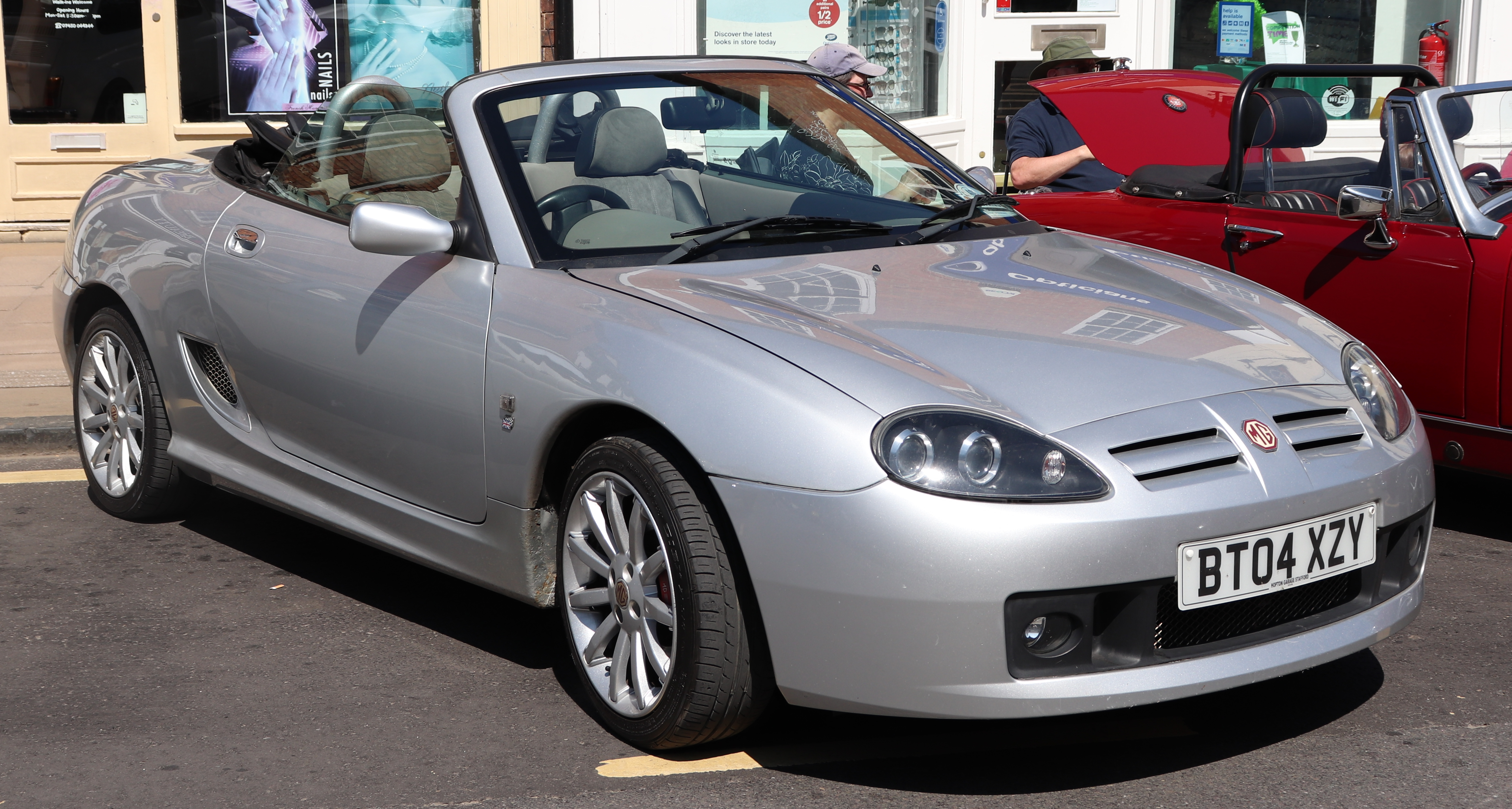
2004年式MG・TF
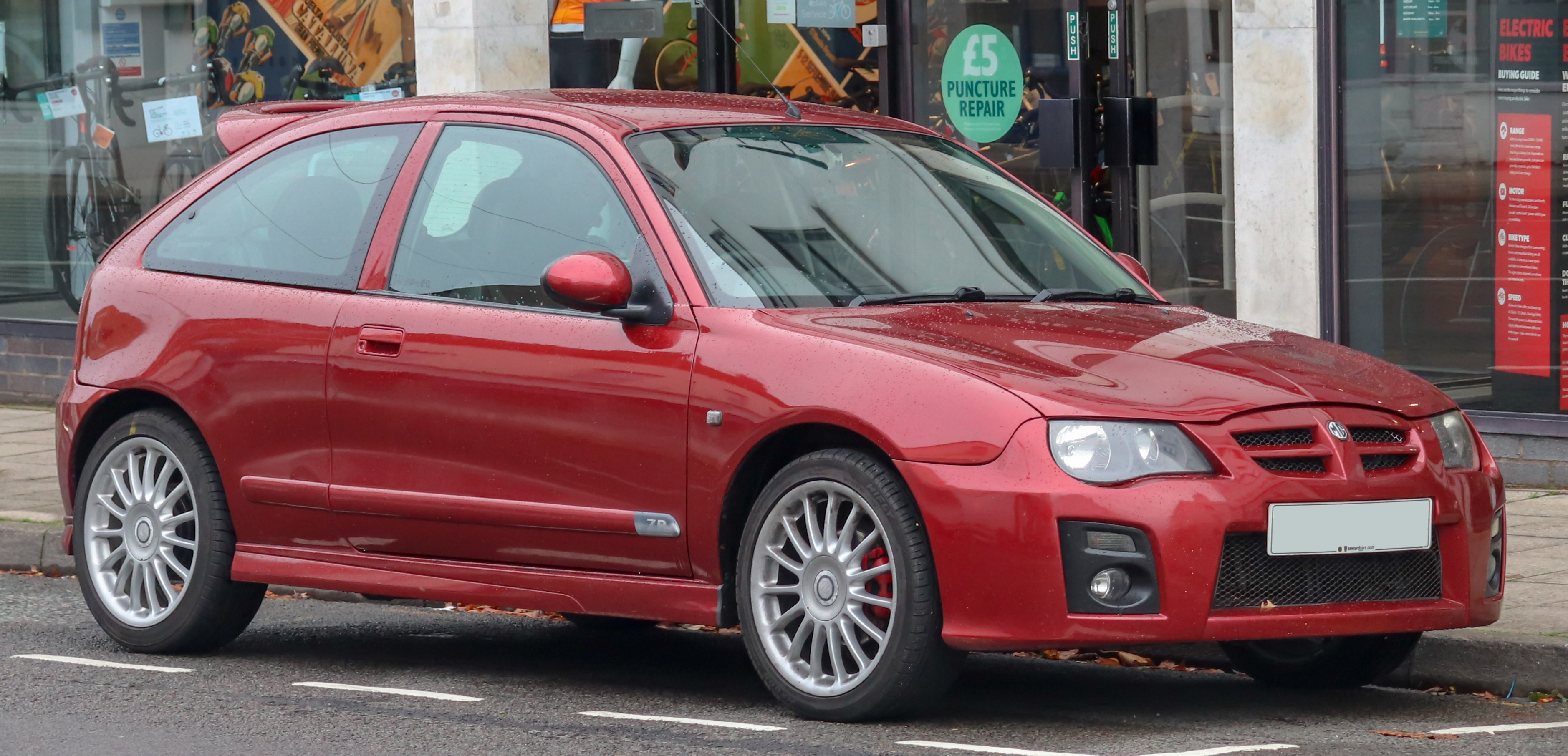
2005年式MG・ZR
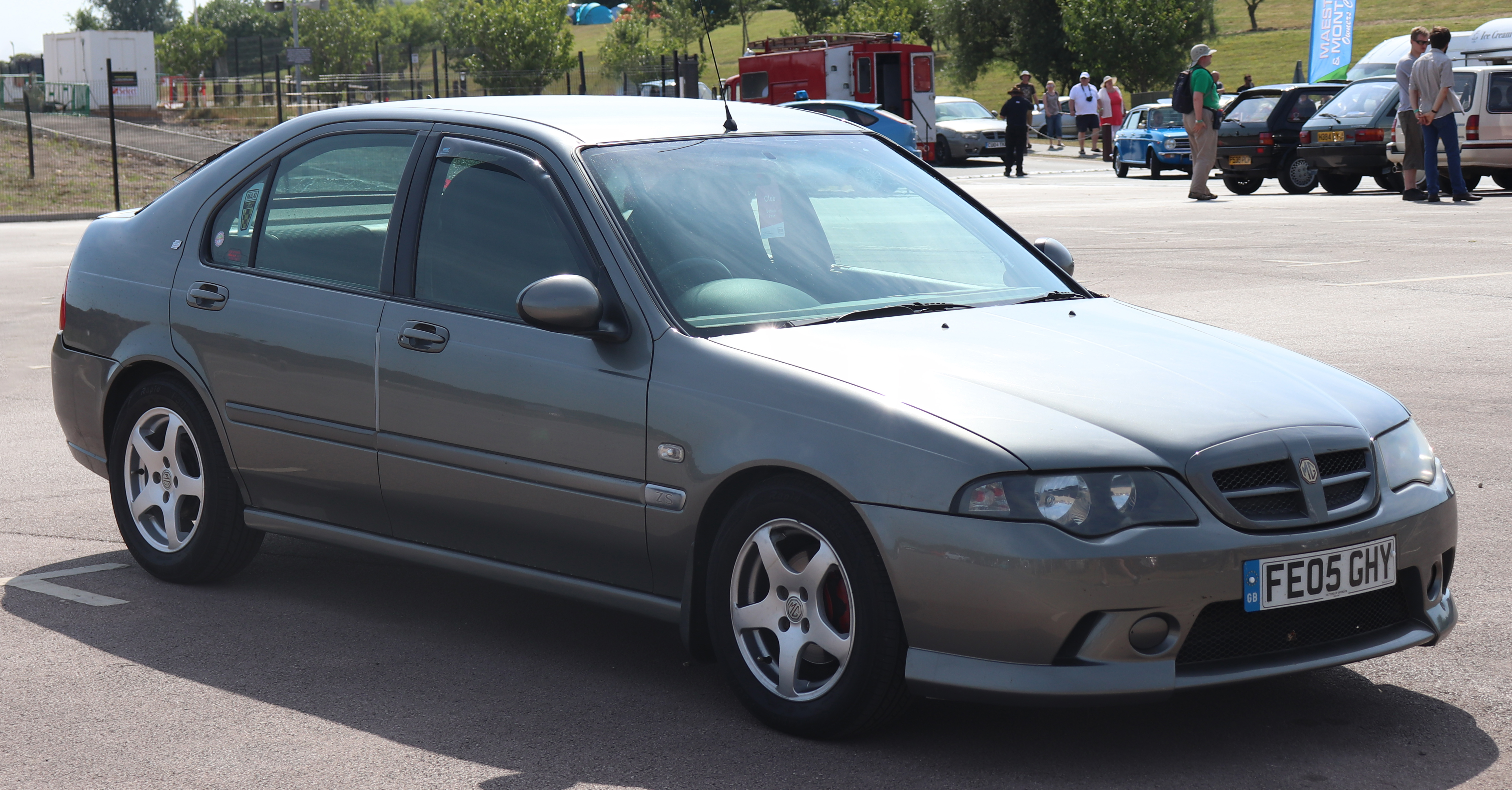
2005年式MG・ZS
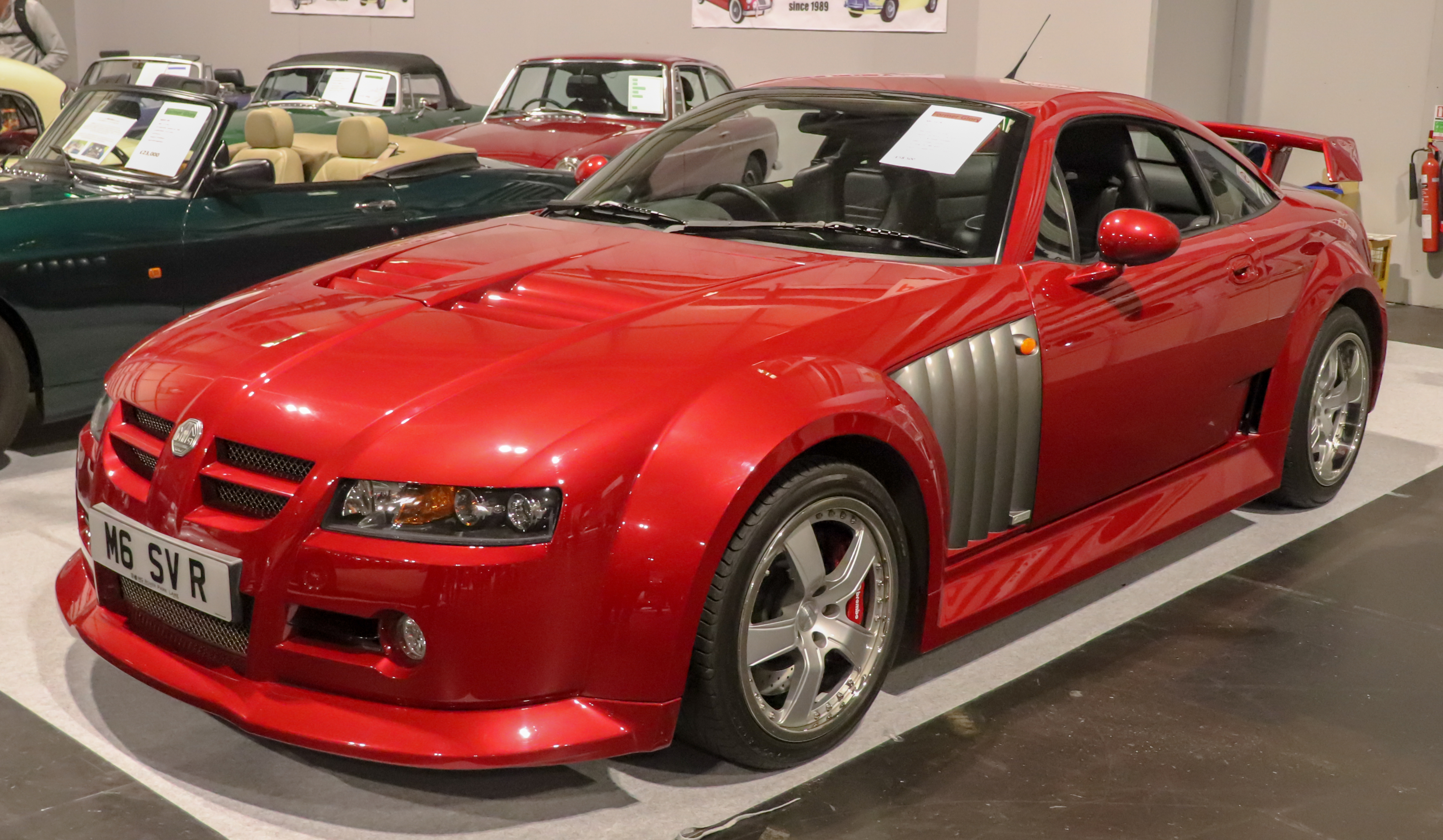
2005年式MG・XPower SV
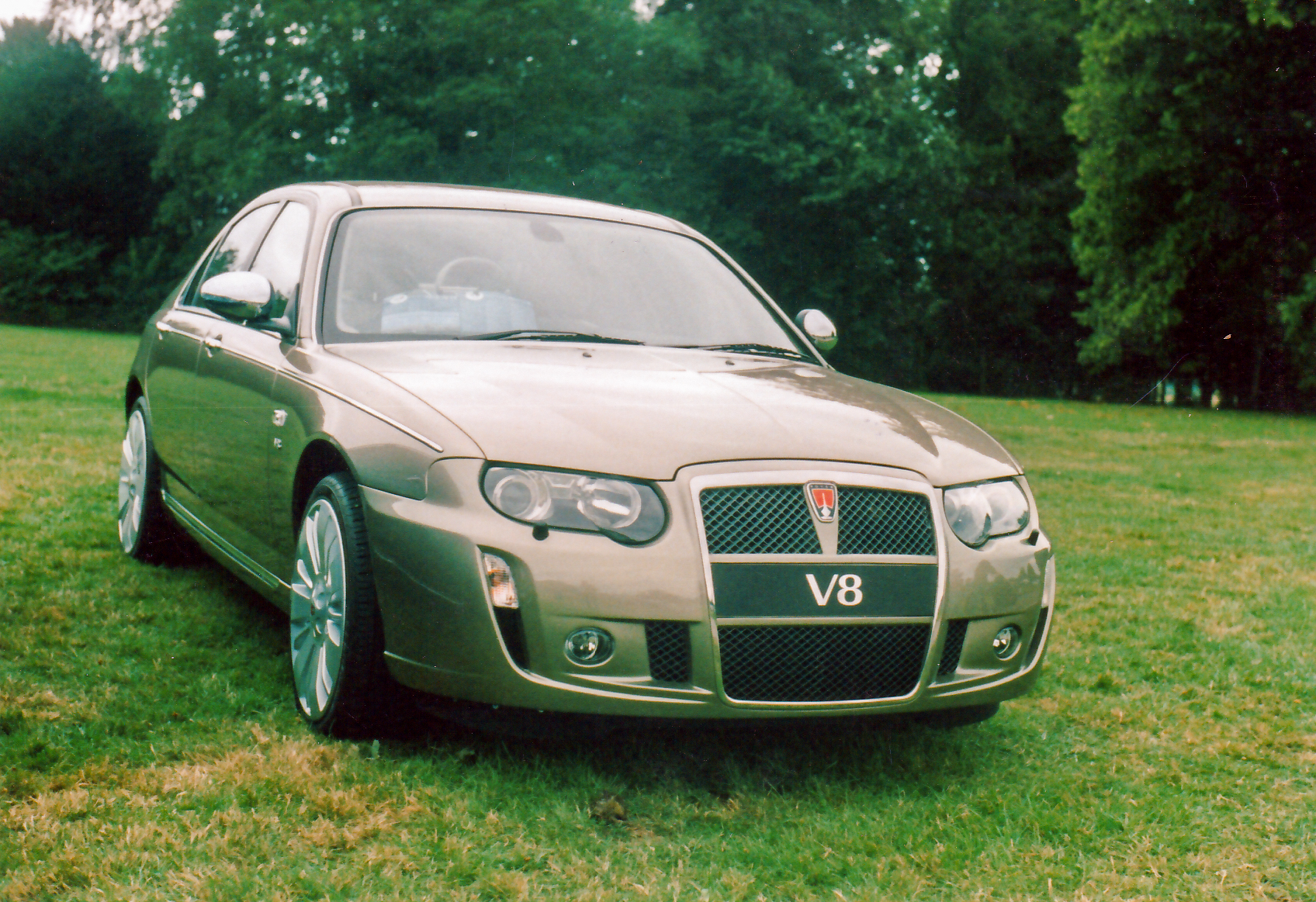
2004年式ローバー・75
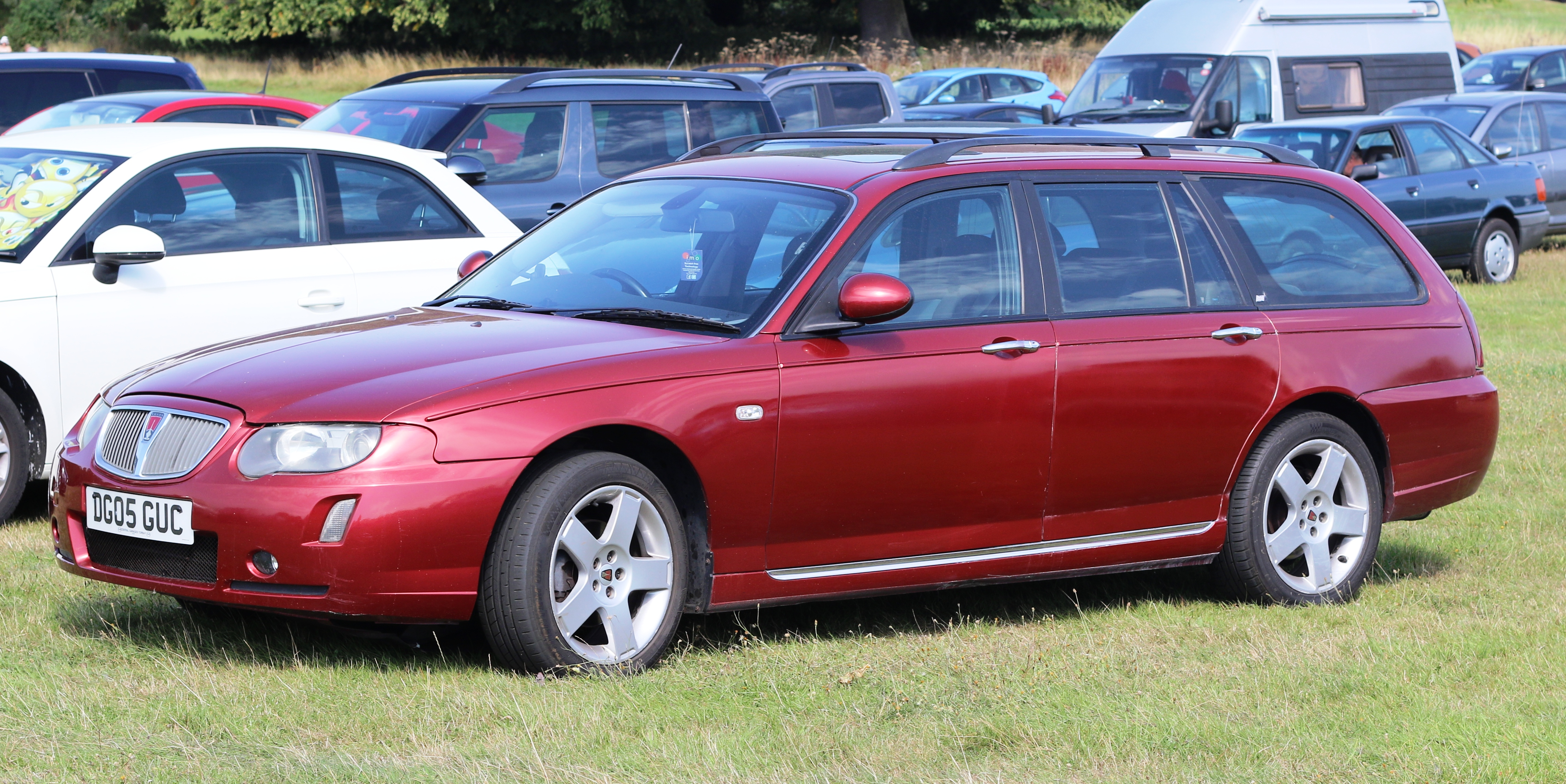
2004年式ローバー・75ツアラー
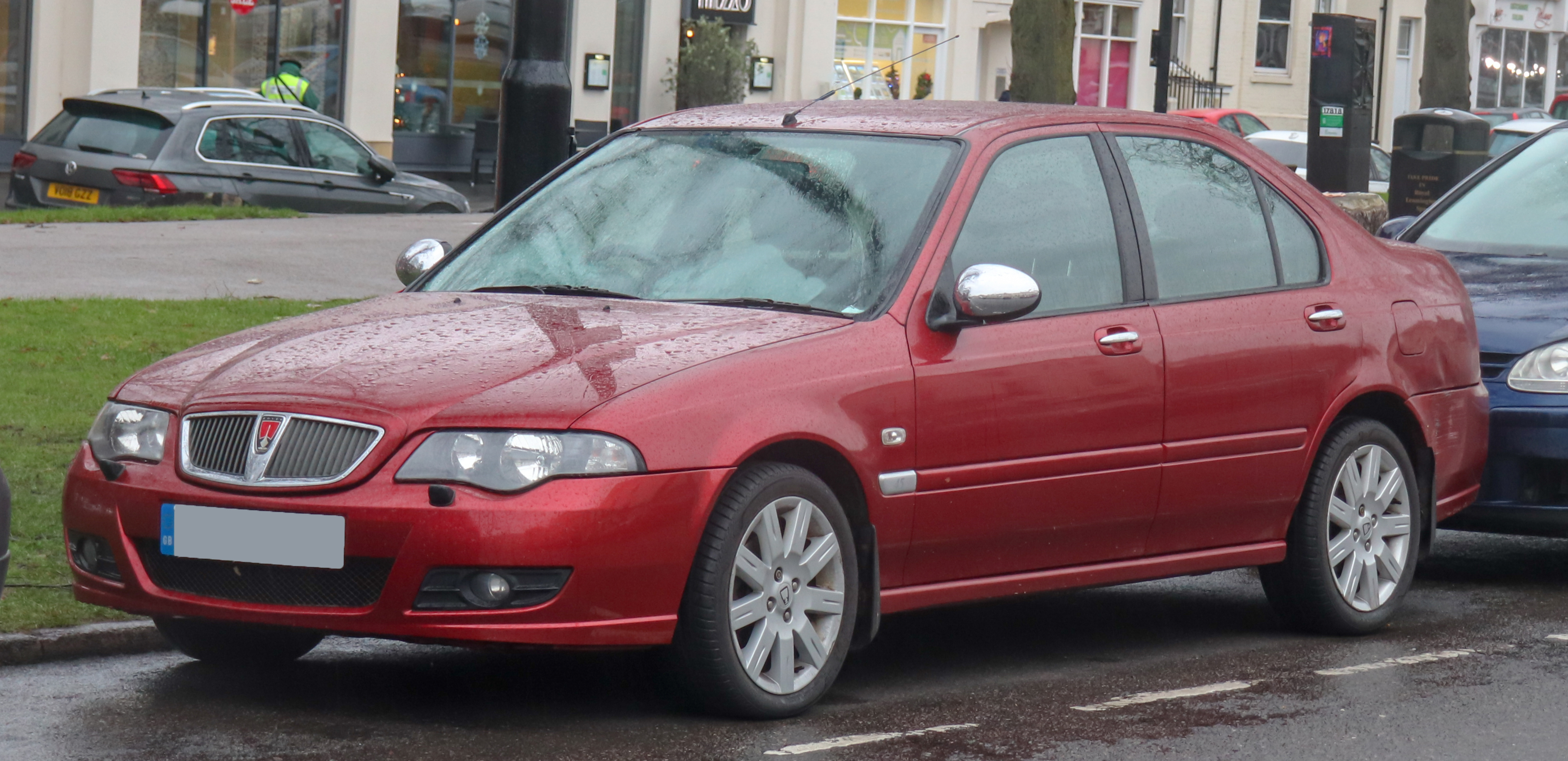
2004年式ローバー・45
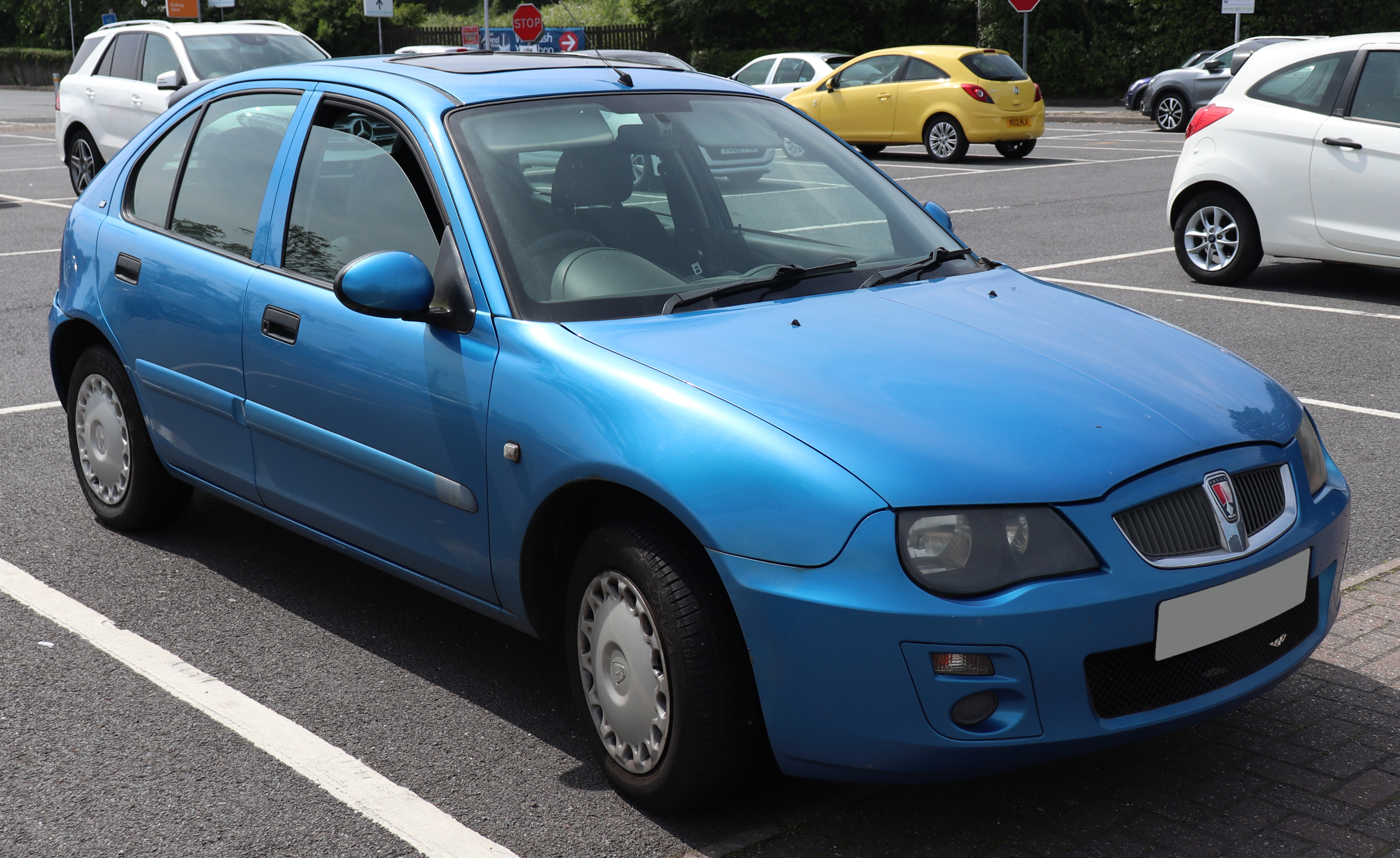
2004年式ローバー・25
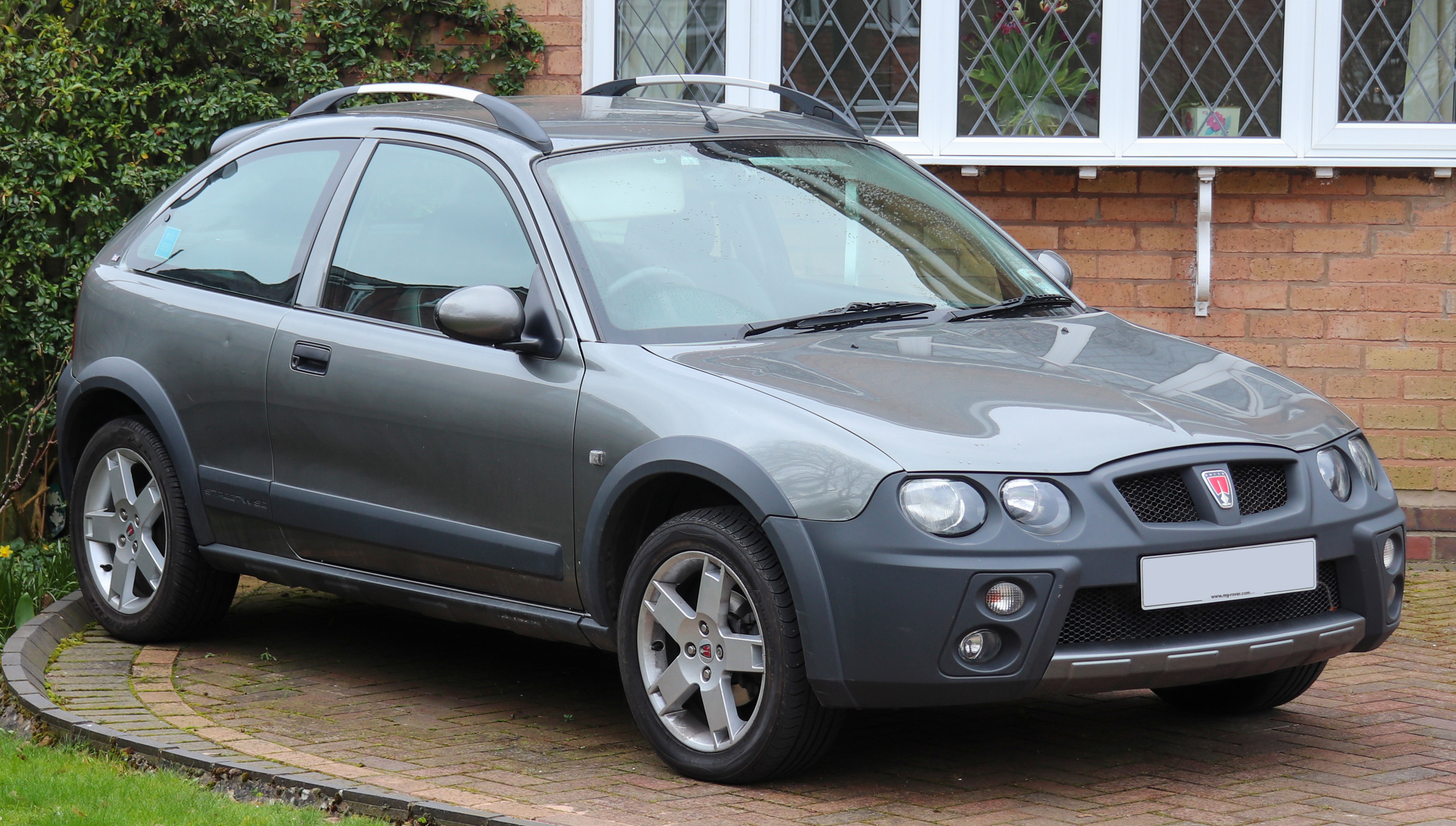
2004年式ローバー・ストリートワイズ